# Мицкевич, Пётр Вальтерович
Пётр Ва́льтерович Мицке́вич (род. 29 мая 1959, Москва) — российский религиозный деятель. Председатель (с 22 марта 2018 года) Российского союза евангельских христиан-баптистов (РС ЕХБ), ректор (c 2007 года) Московской богословской семинарии евангельских христиан-баптистов, пастор (c 2004 года) церкви евангельских христиан-баптистов (ЕХБ) «Голгофа» (Москва). Приходится внуком Артуру Мицкевичу.

## Биография
Родился 29 мая 1959 году в Москве в христианской семье. Его отец Вальтер Артурович Мицкевич был одним из руководителей ВСЕХБ, в частности нёс служение старшего пресвитера в разных областях центральной России. Пётр Мицкевич принял водное крещение в общине ЕХБ во время учёбы на втором курсе МГМСУ в 1978 году.
После окончания института (специальность — терапия) в течение десяти лет Мицкевич работал врачом в больнице и на скорой помощи. Окончил Заочные библейские курсы ЕХБ в Москве. Участвовал в создании церкви в посёлке Салтыковка в начале 1980-х годов. Был рукоположён в диаконы в Салтыковской церкви в 1986 году, а в 1991 году — на пасторское служение. В 1992 году поступил в Далласкую богословскую семинарию и окончил её в 1997 году со степенью магистра богословия (ThM, Dallas Theological Seminary). Служил пастором в церквях Москвы и Подмосковья.
В 2004 году он был избран первым пресвитером церкви ЕХБ «Голгофа» города Москвы.
В 2002—2010 годах Мицкевич был первым заместителем председателя Российского союза евангельских христиан-баптистов (РС ЕХБ). С 2010 года по 2018 год — заместитель председателя РС ЕХБ по образованию, председатель Консультативного совета по образованию РС ЕХБ.
В марте 2018 года Мицкевич был избран председателем РС ЕХБ, а в мае 2022 года переизбран очередным съездом на второй четырёхлетний срок.
Как пастор и душепопечитель Мицкевич является специалистом в области семейного консультирования. Ведёт программы по душепопечительству на Трансмировом радио. В Московской богословской семинарии преподавал пасторское служение и пасторское богословие.